# Achav
Achav (eller Ahab, enligt flera översättningar) var i de hebreiska berättelserna i Gamla Testamentet kung över Israel på Elias tid. Han efterträdde sin far Omri på tronen i Samaria. Achav och drottning Jisebel klandrades av Elia för sin avgudatro, vilket ledde till att profeten blev förföljd. En känd berättelse i Första Kungabokens kapitel 18 handlar om profeten Elias seger över Baals profeter på berget Karmel. Achav efterträddes på tronen först av sin son, Achasja, som dog av skador han fick i en fallolycka, och sedan av sonen Joram som störtades av Jehu. Enligt Andra Kungabokens kapitel 10 hade Achav 70 söner. Alla 70 halshöggs på Jehus befallning och deras huvuden fördes enligt Bibeln i korgar till Jehu.
Gestalten Achav är belagd även utanför det bibliska materialet. Salmanassar III berättar att han 853 f.Kr. segrade över ett förbund av ett dussin kungar i slaget vid Qarqar; en av dessa var Achav.